# Wierzbowa (polityka)

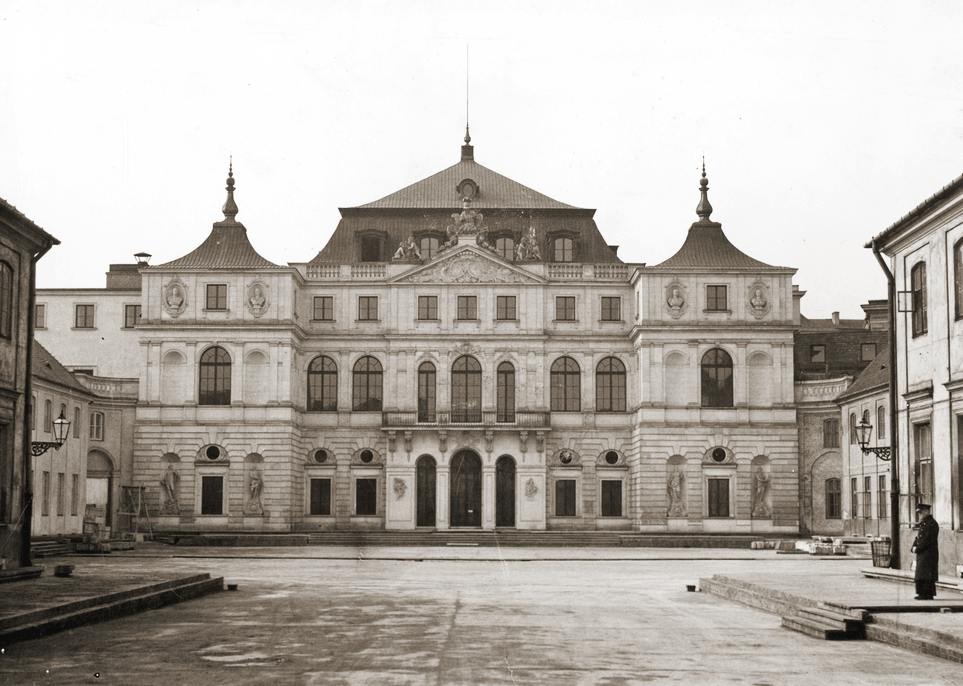
Pałac Brühla w Warszawie przy ul. Wierzbowej 1, siedziba Ministerstwa Spraw Zagranicznych

Wierzbowa, także „Wierzbowa” (w cudzysłowie) lub „ulica Wierzbowa” – określenie jednego z ośrodków władzy państwowej w II RP, zgrupowanego wokół Józefa Becka. Określenie pochodzi od ulicy Wierzbowej w Warszawie, gdzie mieściła się siedziba Ministerstwa Spraw Zagranicznych.
Po śmierci marszałka Józefa Piłsudskiego w 1935 wykształcił się układ ośrodków władzy, zgrupowanych wokół czterech osób: Edwarda Rydza-Śmigłego (tzw. „Klonowa”), prezydenta Ignacego Mościckiego (tzw. "Zamek"), Józefa Becka (tzw. „Wierzbowa”) i Walerego Sławka.
Określenie Wierzbowa pojawiało się w publicystyce politycznej, ale także w tekstach kabaretowych i felietonach humorystycznych, często w zestawieniu z Zamkiem albo Klonową.